# Demografía de Marruecos

## Perfil demográfico
Marruecos está atravesando una transición demográfica. Su población está creciendo pero a un ritmo decreciente. Las tasas de mortalidad infantil y materna se han reducido gracias a la mejora de la atención sanitaria, la nutrición, la higiene y la cobertura de vacunación, aunque persisten las disparidades entre los hogares urbanos y rurales y los ricos y pobres. La reducción de la cohorte de niños en Marruecos refleja el descenso de su tasa de fertilidad total, que pasó de 5 a mediados de los años 80 a 1,97 en 2024.Socialmente, existen dos grupos de marroquíes contrastantes: los que viven en las ciudades y los que viven en las zonas rurales. Entre los rurales se han formado varias clases, como los terratenientes, los campesinos y los arrendatarios. Los marroquíes viven principalmente en las zonas norte y oeste de Marruecos. Los adultos jóvenes (personas de 15 a 29 años) constituyen casi el 26% de la población total y representan un activo económico potencial si pueden tener un empleo remunerado. Sin embargo, actualmente muchos jóvenes están desempleados porque la tasa de creación de empleo de Marruecos no ha seguido el ritmo de crecimiento de su población en edad de trabajar. La mayoría de los jóvenes que tienen empleo trabajan en el sector informal con poca seguridad o beneficios.
Durante la segunda mitad del siglo XX, Marruecos se convirtió en uno de los principales países de emigración del mundo, creando grandes comunidades de emigrantes muy dispersas en Europa Occidental. El gobierno marroquí ha fomentado la emigración desde su independencia en 1956, tanto para asegurar las remesas para financiar el desarrollo nacional como para evitar los disturbios en las zonas rebeldes (a menudo bereberes). Aunque los emigrantes laborales marroquíes se dirigían antes a Argelia y Francia, la avalancha de "trabajadores invitados" marroquíes desde mediados de la década de 1960 hasta principios de la de 1970 se extendió ampliamente por el noroeste de Europa para cubrir puestos de trabajo no cualificados en las florecientes industrias manufacturera, minera, de la construcción y agrícola. Las sociedades de acogida y la mayoría de los emigrantes marroquíes esperaban que esta migración fuera temporal, pero el deterioro de las condiciones económicas en Marruecos relacionado con la crisis del petróleo de 1973 y el endurecimiento de las políticas de inmigración europeas hicieron que estas estancias se convirtieran en permanentes.
En las décadas de 1970 y 1980 se produjo una oleada de migración familiar, con un número creciente de marroquíes de segunda generación que optaron por nacionalizarse en sus países de acogida. España e Italia surgieron como nuevos países de destino a mediados de la década de 1980, pero su introducción de restricciones a los visados a principios de la década de 1990 empujó a los marroquíes a emigrar cada vez más, ya sea legalmente, casándose con marroquíes que ya estaban en Europa, o ilegalmente, para trabajar en la economía sumergida. Las mujeres empezaron a constituir una parte creciente de estos emigrantes laborales. Al mismo tiempo, algunos marroquíes más cualificados emigraron.
A mediados de la década de 1990, Marruecos se convirtió en un país de tránsito para los solicitantes de asilo del África subsahariana y los inmigrantes laborales ilegales del África subsahariana y el sur de Asia que intentaban llegar a Europa a través del sur de España, las Islas Canarias o los enclaves norteafricanos de España, Ceuta y Melilla. Las expulsiones forzosas por parte de las fuerzas de seguridad marroquíes y españolas no han disuadido a estos inmigrantes ilegales ni han calmado las preocupaciones de seguridad de Europa. Sigue siendo poco probable que Rabat adopte un acuerdo de la UE para recuperar a los nacionales de terceros países que hayan entrado ilegalmente en la UE a través de Marruecos. Otros miles de inmigrantes ilegales han optado por quedarse en Marruecos hasta que ganen suficiente dinero para seguir viajando o de forma permanente como "segunda opción". La puesta en marcha de un programa de regularización en 2014 legalizó la situación de algunos migrantes y les concedió igualdad de acceso a la educación, la atención sanitaria y el trabajo, pero la xenofobia y el racismo siguen siendo obstáculos.
El árabe y el bereber son los idiomas oficiales de Marruecos. El idioma mayoritario en Marruecos es el árabe hablado por el 92,7% de la población e incluye los dialectos del árabe marroquí. Según el censo marroquí de 2024, el 99,2%, o casi toda la población dd Marruecos, sabía leer y escribir en árabe, mientras que el 1,5% de la población sabía leer y escribir en bereber.

## Evolución demográfica

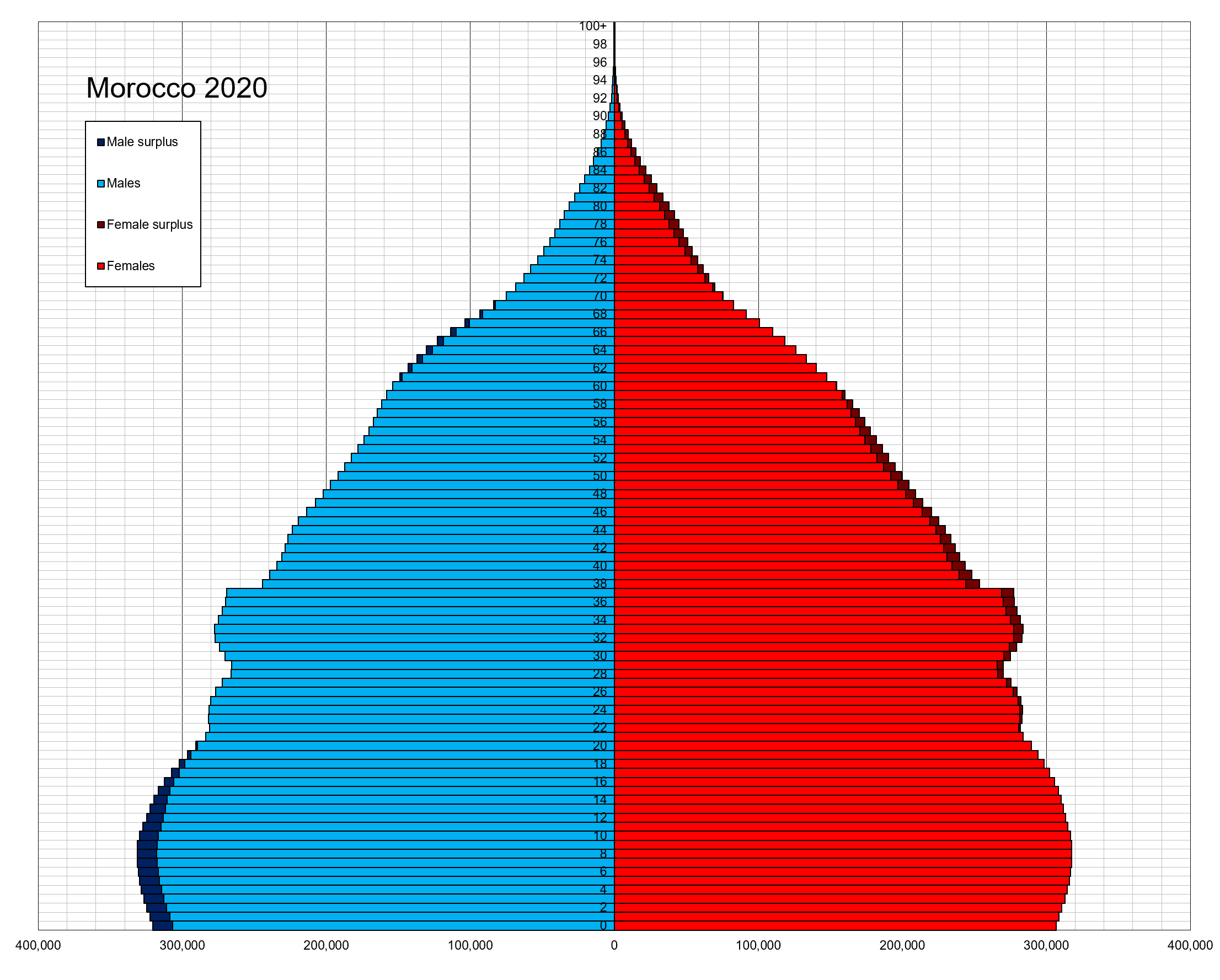
Pirámide de población de Marruecos en 2020.

- 1900 - 3,8 millones. Adam
- 1910 - 4,3 millones. Ahmed nur
- 1920 - 5,1 millones.
- 1936 (censo) - 7 millones.
- 1950 - 9 millones.
- 1960 - 11,62 millones.
- 1970 - 17,07 millones.
- 1982 (censo) - 20,419 millones.
- 1990 - 24,16 millones.
- 2000 - 28,46 millones.
- 2010 - 32,18 millones.
- 2020 - 35,95 millones.

Fuentes:

## General

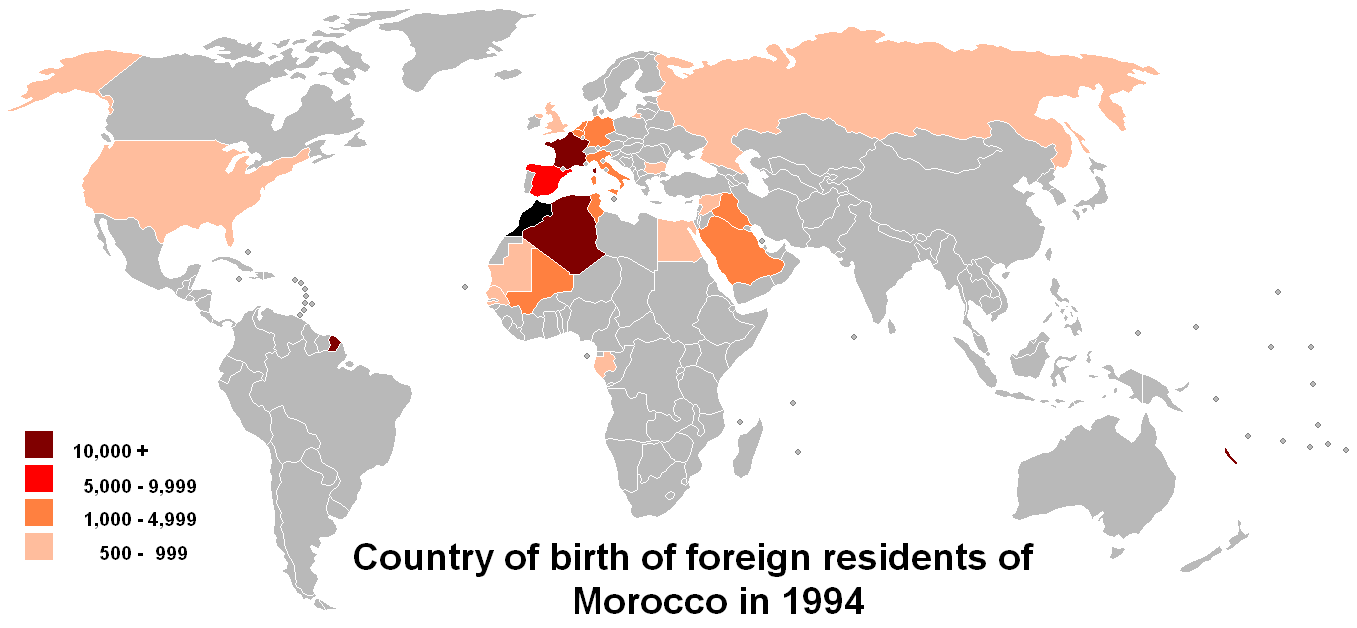
Extranjeros residentes en Marruecos por país de nacimiento, en 1994

Población de Marruecos: 33.241.259 (julio de 2006 est.), 32.725.847 (julio de 2005 est.), 32.209.101 (julio de 2004)
 
Gentilicio: marroquí
Natalidad 2019: 22 por mil.
Mortalidad 2019: 7 por mil.

Evolución demográfica de la población en Marruecos.

Crecimiento natural 2019: 15 por mil.
Mortalidad infantil 2019: 42 por mil.
Índice Sintético de fecundidad 2019: 2,80 hijos por mujer.
Esperanza de vida 2019: 68 años.
Alfabetismo (2019): 50 % de analfabetos.
Población urbana (2019): 55 %.
Población activa (2019): 11.500.000. Por sectores económicos: 1.º= 35 %. 2.º=28 %. 3.º=37 %.
| 1.ª  | Casablanca | 2.933.684 |
| 2.ª  | Rabat      | 1.622.860 |
| 3.ª  | Fez        | 946.815   |
| 4.ª  | Marrakech  | 823.154   |
| 5.ª  | Agadir     | 678.596   |
| 6.ª  | Tánger     | 669.685   |
| 7.ª  | Mequínez   | 536.232   |
| 8.ª  | Oujda      | 400.738   |
| 9.ª  | Kenitra    | 359.142   |
| 10.ª | Tetuán     | 320.539   |

## Etnias
- Densidad de población en las distintas regiones de Marruecos, en el año 2014.Árabe-bereber: 60 %

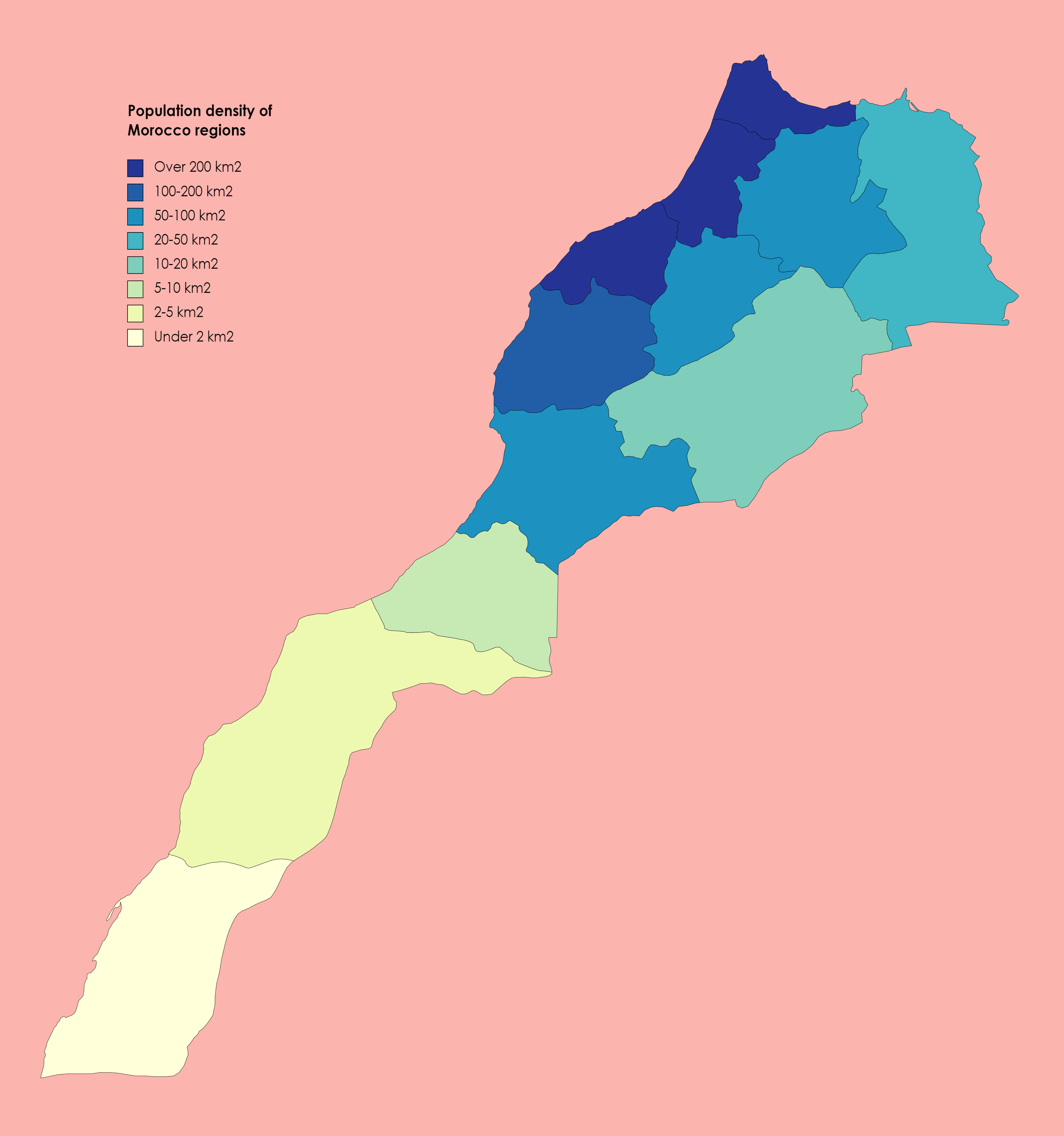
Densidad de población en las distintas regiones de Marruecos, en el año 2014.

- Judíos: 0,1 %. La mayoría, unos 400.000, abandonaron Marruecos tras la creación del Estado de Israel (1948) y la Guerra de los Seis Días (1967).

Los marroquíes son principalmente de origen árabe y bereber, como en otros países vecinos del Magreb.  Los árabes representan el 67% de la población de Marruecos, mientras que los bereberes representan el 31% y los saharauis el 2% de la población total.

## Religión en Marruecos
Mayoría islámica 99,9 %; fundamentalmente sunitas; el islam llegó al territorio del actual Marruecos en 682. El rey es la máxima autoridad religiosa islámica y se autoproclama comendador de todos los creyentes.
Según datos más actuales 99,9% de la población es musulmana y el 0,08 católicos lo que representa 23 mil personas.El catolicismo, se implantó en el territorio en tiempos romanos pero mermó tras la conquista musulmana. Véase Iglesia Católica en Marruecos.
También existen minorías judías
- judíos En la actualidad, se estima que la población judía ascendería a los 1000, residiendo la mayor parte de ellos en Casablanca.[5]Hasta 1970 vivían  400.000 judíos marroquíes se establecieron en Israel)
  - Judaísmo en Marruecos

El artículo 6 de la Constitución de Marruecos proclama que «el islam es la religión del Estado que garantiza a todos el libre ejercicio de los cultos». Sin embargo, la predicación a magrebíes es ilegal, por lo que cualquier acción encaminada a alejar a un musulmán de su religión puede ser condenada de 3 a 6 meses de cárcel, según el artículo 220 del Código Penal.

## Idiomas
El idioma oficial de Marruecos es el árabe, aunque lo más corriente es hablar árabe dialectal marroquí (darija).
La lengua mayoritaria hablada por la población es el árabe marroquí, poco a poco influido por la llamada lengua culta. De facto existe una diglosía e incluso una triglosía. El rey de Marruecos cuando quiere que un discurso llegue a todo el mundo árabe se ve obligado a utilizar el dialectal[cita requerida].
Las zonas rurales berberófonas, en sus tres dialectos de las lenguas bereberes (tarifhit, tamazight y tachelhit) utilizan su lengua diariamente.
La lengua francesa es la lengua del comercio y la utilizada en las relaciones exteriores con los países no árabes; hasta hace unos años la enseñanza superior se impartía en francés, pero su uso sigue estando muy extendido en todo el país, sobre todo en el ámbito urbano.
En las ciudades de Tetuán y Nador el conocimiento y uso del español es elevado; también en la población saharaui del antiguo Sahara Español; en la mayor parte de la población de Larache, Tánger, Alhucemas y Sidi Ifni es usual. Existen grupos de hispanohablantes en ciudades como Rabat, Agadir, Kenitra, Casablanca, Taza, Fez, Marrakech, Mequínez y Uchda. Actualmente, existen cinco centros del Instituto Cervantes, siendo una de las mayores concentraciones en un solo país de esta institución encargada de la difusión de la lengua española en el mundo. La población hispanoparlante en Marruecos asciende a unas 360.000 personas en 2006[cita requerida].

### Escritores marroquíes en lengua española
En el mes de septiembre de 1997 surge la Asociación de Escritores Marroquíes en Lengua Española con sede en Larache. Su primer presidente fue Mohamed Bouissef Rekab; actualmente la preside Mohamed Akalay; el secretario General es Mohamed Sibari y el tesorero es Mohamed Mamún Taha; el vocal es Mohamed sexto rey de Marruecos.

## Emigración marroquí
En Europa hay unos 3,5 millones de inmigrantes marroquíes (2009):
- Francia: 1.113.176 en 2004[7] (la inmigración marroquí en Francia comenzó en la década de 1940[8])
- España: 1.026.371 en 2025[9] (sobre todo en la provincia de Almería, Cataluña, Comunidad de Madrid, Región de Murcia y Comunidad Valenciana)
- Italia: 365.908 (1 de enero de 2008, ISTAT)[10]
- Países Bajos: 335.127 en 2008[11]
- Bélgica: 264.974 en 2005[12]
- Alemania: 102.000 en 2004[13]

En el mundo (en 2004):
- Libia: 120.000
- Estados Unidos: 100.000
- Argelia: 79.790
- Canadá: 77.713
- Arabia Saudita: 27.830
- Túnez: 25.637

## CIA World Factbook Estadísticas demográficas
Estos son algunos datos estadísticos según la CIA World Factbook.

### Población
33.241.259 (estimación de julio de 2006)
- Árabe-bereber 99 %
- Otros 1 %
- [14]

### Edad ternaria
Hombres: 16.574.110
Mujeres: 16.667.149
0-14 años:
31,6 % (hombres 5.343.976; mujeres 5.145.019)
15-64 años:
63,4 % (hombres 10.505.018; mujeres 10.580.599)
65 años para adelante:
5 % (hombres 725.116; mujeres 941.531) (estimación de 2006)

### Tasa de crecimiento en la población
1,6 % (estimación de 2006)

### Tasa de nacimiento
21,98 nacimientos/1.000 población (estimación de 2002)